# Départements français de Grèce
1797–1802
Entités précédentes :
- Îles Ioniennes vénitiennes

Entités suivantes :
- République des Sept-Îles

Les départements français de Grèce désignent les trois anciens départements créés sous la Première République française en 1797, lors de l'annexion des îles Ioniennes (jusqu'alors possession de la république de Venise) consécutive à la signature du traité de Campo-Formio par Napoléon Bonaparte.
Ils avaient pour noms :
- Corcyre (chef-lieu : Corfou), incluant Corfou, Paxos, Bouthrote et Parga
- Ithaque (chef-lieu : Argostoli), incluant Céphalonie, Leucade (Sainte-Maure), Ithaque, Prévéza et Vonitsa
- Mer-Égée (chef-lieu : Zante), incluant Zante, Cythère (Cérigo) et les Strophades

Perdues en 1799, les îles sont érigées en une « république des Sept-Îles », placée sous protectorat russe, puis de nouveau français. Les départements sont définitivement supprimés en 1802. Les îles et la ville de Parga sont à nouveau occupées par la France de 1807 (traité de Tilsit) à 1814, avant de devenir protectorat britannique jusqu'en 1864.

## Organisation
Le général Napoléon Bonaparte évoque, depuis son quartier-général de Milan, l'organisation des départements français de Grèce nouvellement créés dans une lettre au Directoire du 25 brumaire an VI (15 novembre 1797) :

« [...] J'ai envoyé à Corfou le citoyen Rolhières, homme instruit, pour remplir les fonctions de commissaire près le département de la Mer-Égée. Je n'ai point trouvé de sujets pour envoyer comme commissaires dans les départements de Corcyre et d'Ithaque. Il faudrait des hommes instruits et extrêmement désintéressés. Ces peuples aiment beaucoup les Français. Je vous fais passer copie d'une lettre de la municipalité de Zante.

P.S. Le citoyen Pocholle, ex-conventionnel, et le citoyen Carbini, m'ayant demandé à être commissaires dans les départemens de Corcyre et d'Ithaque, je les y ai envoyés. Cela vous donnera le temps d'envoyer dans ces départemens des hommes qui aient votre confiance, en même temps que cela épargne des frais de route, ces citoyens se trouvant ici. Le citoyen Comeyras, résident de la république à Coire, désirerait être votre commissaire pour l'organisation de ces îles. Comme cette place est très importante, et que le citoyen Comeyras est employé comme agent, je n'ai pas voulu prendre sur moi de le nommer. »

— Œuvres de Napoléon Bonaparte, Tome 2 (Paris: Panckoucke) p. 81

## Chronologie de l'offensive russo-ottomane
- 12 octobre 1798 : bataille de Nicopolis et prise de Prévéza
- 13 octobre 1798 (grégorien) : prise de Cythère[1],[2]

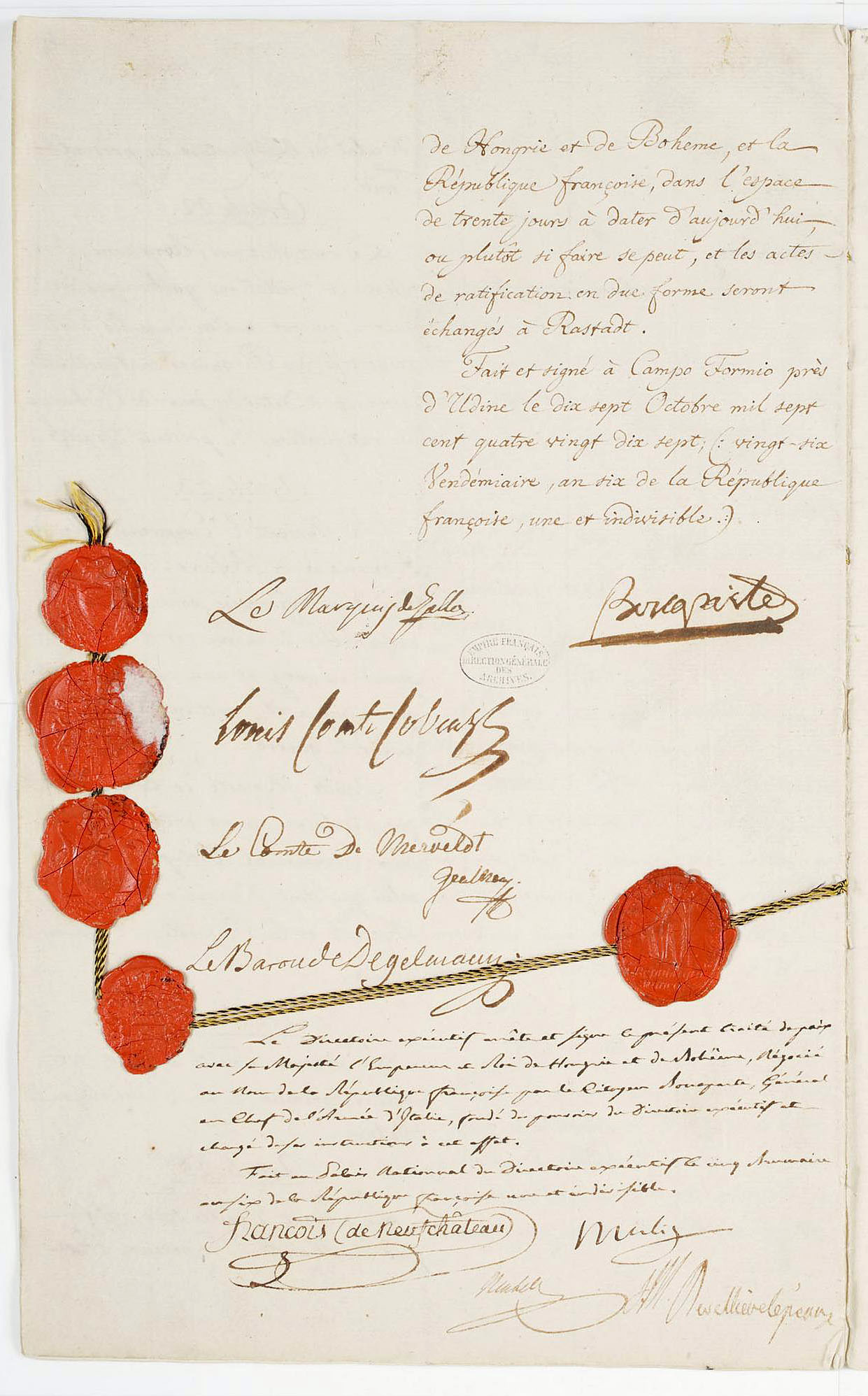
Dernière page du traité de Campo-Formio (Archives nationales).

- 23 octobre 1798 : prise de Zante
- 25 octobre 1798 : prise d'Ithaque
- 9 novembre 1798 : prise de Céphalonie
- 27 novembre 1798 : prise de Leucade
- 3 mars 1799 : reddition de Corfou